# Landschaftsschutzgebiet Latorica
Das Landschaftsschutzgebiet Latorica (slowakisch Chránená krajinná oblasť Latorica) ist ein Landschaftsschutzgebiet im Südosten der Slowakei. Es liegt im politischen Bezirk Košický kraj (Okresy Michalovce und Trebišov) und ist neben den Landschaftsschutzgebieten Dunajské luhy und Záhorie eines der nur drei weiträumigen Tiefland-Naturschutzgebiete in der Slowakei.
Der Sitz der Verwaltung befindet sich in Trebišov.

## Geographie
Das Landschaftsschutzgebiet liegt überwiegend im Ostslowakischen Tiefland, mit einem kleineren Teil im Gebirge Zemplínske vrchy. Namensgeber ist der Fluss Latorica, der aus der Ukraine kommt und die „Hauptachse“ des Landschaftsschutzgebietes bildet. Die Latorica nimmt die ostslowakischen Flüsse wie Laborec und Ondava auf, sodass letztendlich der Fluss Bodrog entsteht. Das Schutzgebiet folgt ihm bis zur slowakisch-ungarischen Grenze. Neben den Hauptflüssen sind im CHKO Latorica tote Arme der betroffenen Flüsse sowie Auwälder, künstlich errichtete Kanäle und umliegende Feuchtgebiete eingeschlossen. Einige Erhebungen stellen die kleinen angewehten Sanddünen dar. Seit 2004 umfasst das Schutzgebiet auch einen Teil des Gebirges Zemplínske vrchy, das innerhalb des berühmten Tokajer Weingebiets liegt.
Der niedrigste Punkt der Slowakei bei Streda nad Bodrogom mit 94,3 m n.m. liegt auf dem Schutzgebiet.

## Flora und Fauna
Ein 44,05 km² großes Gebiet des Landschaftsschutzgebietes ist unter der Nummer 606 Teil der Ramsar-Schutzgebiete.
Auf dem Gebiet des Landschaftsschutzgebietes sind seltene Wasser- und Sumpfbiotope, die keine gleichwertige Entsprechung in der Slowakei haben, gelegen. Die Pflanzenwelt ist vielfältig, von den feuchtliebenden zu xerothermen Arten. Zu den bedeutendsten Arten gehören: Wasserfalle, Kleefarn, Cirsium brachycephalum (Gattung Kratzdisteln), Liegendes Büchsenkraut, Ungarische Nacktstängel-Schwertlilie (Iris aphylla subsp. hungarica), Große Kuhschelle und Ungarische Wiesen-Kuhschelle (Pulsatilla pratensis subsp. hungarica). Seltenere Arten sind z. B. Weiße Seerose, Gelbe Teichrose, Krebsschere, Wassernuss und Beckmannia eruciformis (Unterfamilie Pooideae). Neben den Auwäldern befinden sich hier zahlreich regelmäßig überschwemmte Wiesen, für die zerstreute Gruppen von Gesträuch charakteristisch sind. Daneben sind auch Einzelbäume, wie etwa Weiden, zu finden.
In der Landschaftsschutzgebiet Latorica wurden 82 Arten von Weichtiere registriert: 36 Arten von terrestrischen Gastropoden und 46 Arten von Süßwasser-Weichtieren.
Die Lage des Landschaftsschutzgebiets auf einer Vogelzugbahn bedeutet eine größere Anzahl an Wasservogelarten, sowohl für einen kurzen Aufenthalt als auch für das dauerhafte Nisten. Einige bedeutende Vogelarten sind: Purpurreiher, Seidenreiher, Seeadler, Schwarzstorch, Schwarzmilan und Nachtreiher. Weitere Vertreter der Tierwelt sind unter anderem Gewöhnliche Nasenschrecke, Europäische Gottesanbeterin, Großer Feuerfalter und Großer Eichenbock aus den Insekten, Bitterling, Europäischer Hundsfisch und Zingel aus den Fischen. Bedeutend ist das Vorkommen der Europäischen Sumpfschildkröte, die auch zum Symbol des Landschaftsschutzgebiets geworden ist.

## Besonderer Naturschutz
- Národné prírodné rezervácie (NPR, Nationale Naturreservate)

Botiansky luh (40,63 ha, seit 1967)
Kašvár (116,43 ha, 1953)
Latorický luh (15,08 ha, 1967)
Tajba (27,36 ha, 1966)
- Prírodné rezervácie (PR, Naturreservate)

Biele jazero (7,2 ha, seit 1988)
Boľské rašelinisko (13,64 ha, 1967)
Dlhé Tice (46,82 ha, 1993)
Krátke Tice (17,41 ha, 1993)
Tarbucka (10,95 ha, 1986)
Veľké jazero (8,04 ha, 1967)
Zatínsky luh (66,06 ha, 1930)
Quelle: